# Scyphonychium
Scyphonychium es un género de plantas de flores perteneciente a la familia Sapindaceae. 

## Especie seleccionada
- Scyphonychium multiflorum